# 루스 앤 더 야쿠자
루스 앤 더 야쿠자(Lous and the Yakuza, 1996년 5월 27일 ~ )는 콩고계 벨기에인 가수, 래퍼, 작곡가, 모델이다.

## 음반 목록
- Gore (2020)